# 久保田ひろみ
久保田 ひろみ（くぼた - ）は、日本のフリーキャスターで、司会者。
西日本中心のテレビ番組を担当し、ワイドショーでのアシスタント、司会、ラジオ番組のDJなど、数多くの出演を重ねた。また役職として司会と専門分野を担当。

## 出演

### ワイドショー
- リブインサンデー（読売テレビ）
- 八木治郎ショー（毎日放送）
- 奥さん!2時です（毎日放送）
- ひとものくらし（毎日放送）
- お台所入門（関西テレビ）
- 料理手帳（朝日放送）
- ふれあい大阪（テレビ大阪）
- サンデー大阪（テレビ大阪）
- こんにちは奥さん2時です（KBS京都）
- ふるさと私たち（英国放送協会）
- 大阪ダイアリー（FM OSAKA）

### ラジオ番組
- MBSヤングタウン水曜日（1975年4月 - 9月、MBSラジオ）
- 三菱ミュージックハイウェー（MBSラジオ）
- 相馬達夫の法律110（ラジオ大阪）

### 生CM
- スタジオ2時（毎日放送）
- ノックは無用!（関西テレビ）
- おはようワイド・土曜の朝に（朝日放送）

## テレビショッピング
- 長期にわたって日本直販テレビショッピングを担当していた。